# Missy-aux-Bois
Missy-aux-Bois è un comune francese di 107 abitanti situato nel dipartimento dell'Aisne della regione dell'Alta Francia.

## Società

### Evoluzione demografica
Abitanti censiti